# Jack Dickin
John Henry Laurence „Jack“ Dickin (* 10. Februar 1899 in London; † 1966 in Portsmouth) war ein britischer Schwimmer.

## Karriere
Dickin besuchte die St. Stephen’s School in Shepherd’s Bush. Dort begann er mit dem Schwimmsport. Der Erste Weltkrieg unterbrach die aufkommende Karriere des Briten zunächst. 1918 trat er als Kadett dem Royal Flying Corps bei. Nach Ende des Krieges kehrte er zum Schwimmsport zurück und nahm zusätzlich den Wasserballsport beim Hammersmith Swimming Club auf. 1920 qualifizierte er sich für die Olympischen Spiele in Antwerpen. Im Wettbewerb über 100 m Freistil scheiterte er als Dritter seines Vorlaufs am Weiterkommen.
Sein Bruder Albert Dickin nahm 1920, 1924 und 1928 ebenfalls an Olympischen Spielen teil.